# طابع التلغراف
طوابع التلغراف، هي طوابع بريد مخصصة فقط للدفع المسبق لرسوم التلغراف. يملأ العميل استمارة تلغراف قبل تسليمها مع الدفع إلى الموظف الذي يضع طابع التلغراف وإلغائه لإثبات أن الدفع قد تم. إذا كان الطابع مطبوعًا، فإنه يشكل جزءًا من نموذج الرسالة.

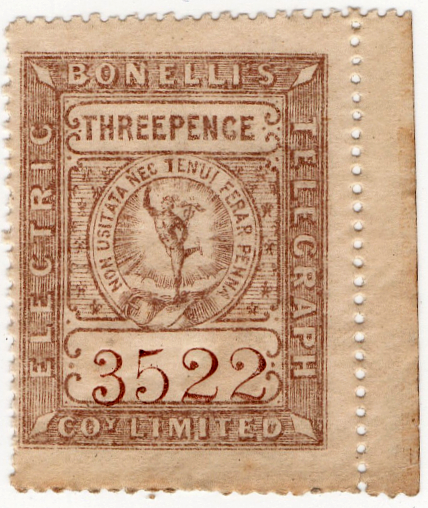
طابع شركة بونيلي للتلغراف الكهربائية المحدودة، صدر حوالي عام 1862

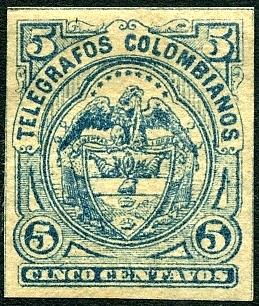
طابع تلغراف كولومبيا عام 1886

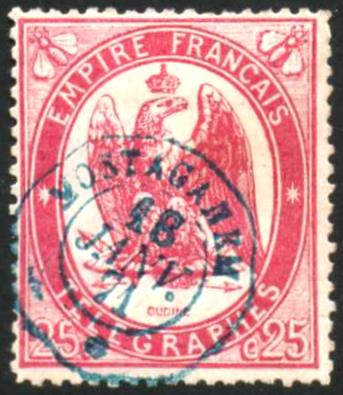
طابع تلغراف فرنسي عام 1871

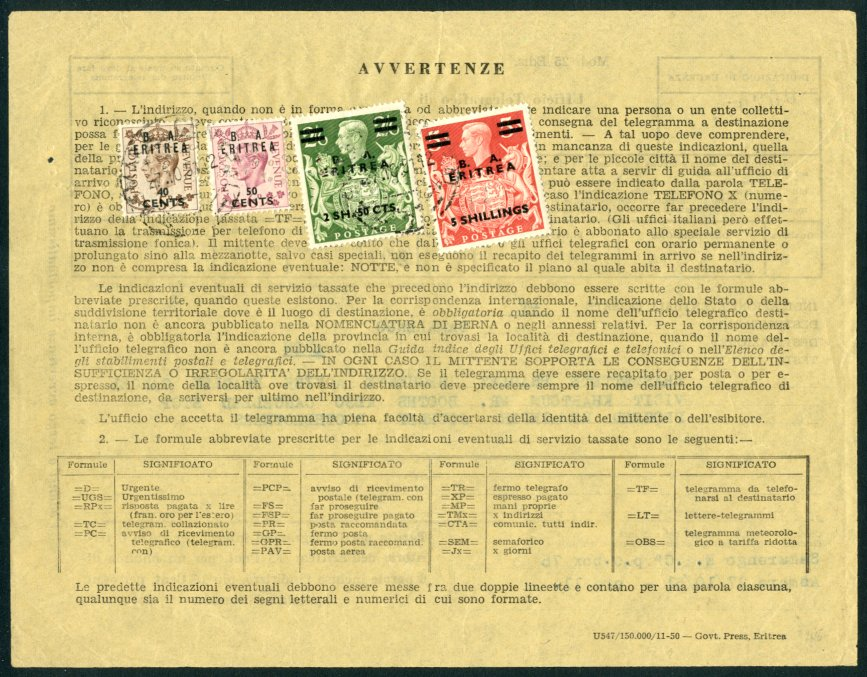
طابع تلغراف من إريتريا 1951

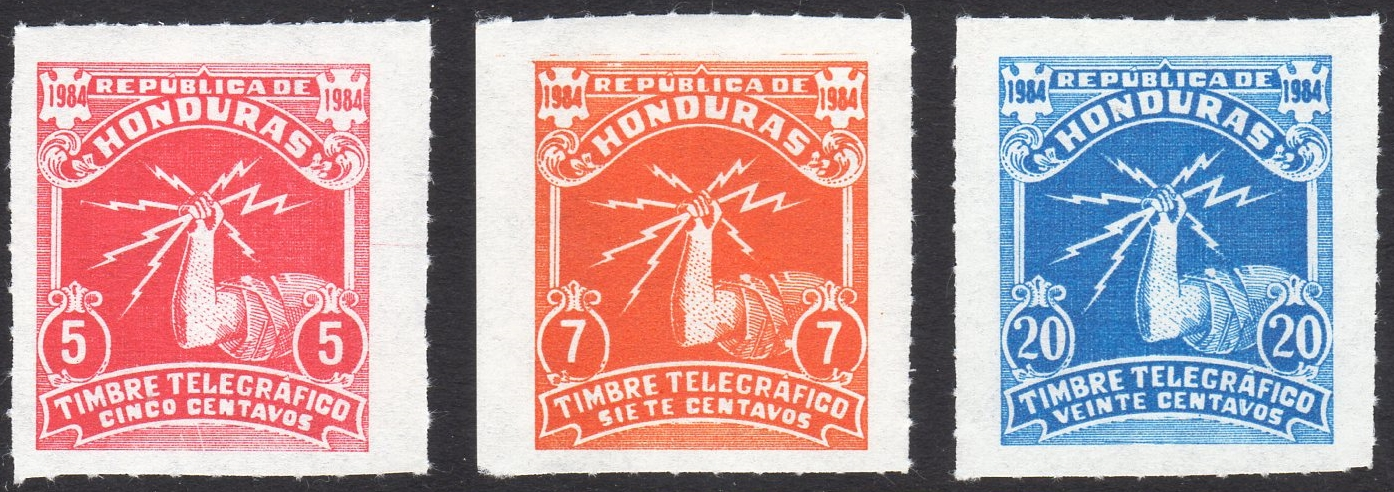
طوابع تلغراف من الهندوراس 1984

## الاستعمالات
في معظم البلدان، كانت تكلفة إرسال البرقية تُدفع باستعمال الطوابع البريدية العادية. وغالباً ما يمكن التعرف على هذه الطوابع من خلال الإلغاءات البرقية المميزة أو الثقوب المثقوبة. في بعض البلدان وفي بعض الأوقات، صدرت طوابع تلغرافية خاصة أو طوابع بريد أو طوابع إيراد مطبوع فوقها دفع الرسوم (مثل نيكاراغوا وإكوادور). كما أصدرت شركات خاصة أيضاً طوابع تلغرافية في البلدان التي كانت شبكة التلغراف فيها مملوكة للقطاع الخاص.
قد تكون أول طوابع التلغراف التي صدرت هي طوابع الشركة الإنجليزية والأيرلندية للتلغراف التي صدرت في عام 1853. وأول طابع تلغراف أصدرته الحكومة في الهند في يناير 1860.
وفي بعض الأحيان تنفد طوابع البريد واستُخدمت طوابع التلغراف بدلاً منها للرسائل كإجراء طارئ، على سبيل المثال في إسبانيا عام 1879.

## هواة جمع الطوابع
يعتبر العديد من هواة جمع الطوابع البريدية طوابع التلغراف من الطوابع القابلة للتحصيل. وهي مدرجة في معظم كتالوجات الطوابع الخاصة بكل بلد على الرغم من عدم إدراجها عادةً في كتالوجات الطوابع العامة. وقد أدرجت هذه الطوابع في فهرس إيفرت وتيلييه الفرنسي وأحدث فهرس لمجموعة ستانلي غيبونز لطوابع الكومنولث البريطانية.
يعتبر فهرس طوابع التلغراف والهاتف في العالم من تأليف س.إ.ر. هيسكوك (1982)، وفهرس طوابع التلغراف في العالم من تأليف جون بيرفوت (2013)، هما الفهرسان الوحيدان اللذان يدرجان طوابع التلغراف في جميع أنحاء العالم. كما أن طوابع التلغراف الأمريكية مدرجة وموصوفة بالتفصيل في فهرس طوابع التلغراف الأمريكية لجورج جاي كرامر. وقد صدرت أول طوابع تلغراف أمريكية من قبل شركة نيويورك سيتي وسوبربان للطباعة والتلغراف، حوالي عام 1859.
تحتوي مجموعة الطوابع الملكية لهواة جمع الطوابع للملكة إليزابيث الثانية على العديد من طوابع التلغراف حيث كان جورج الخامس من هواة جمع الطوابع المتحمسين. وتتضمن نماذج من الطوابع البريطانية وطوابع الكومنولث بالإضافة إلى طوابع الشركات الخاصة مثل شركة بونيلي للتلغراف الكهربائي. المحدودة، وشركة التلغراف الكهربائي والشركة البريطانية والأيرلندية للتلغراف المغناطيسي.

## التزوير في البورصة
أحد الجوانب لقصة طوابع التلغراف هو تزوير سوق الأوراق المالية في 1872-1873، الذي اكتشفه تشارلز نيسن في عام 1898 عند فحص الطوابع المستعملة من نوع طوابع التلغراف. وقد وُجد أن الطوابع مزورة بسبب عدم وجود علامة مائية ولأنها كانت تحتوي على حروف زاوية مستحيلة. ويُعتقد أن موظفًا في مكتب بريد البورصة بلندن كان يستعمل طوابع خضراء مزورة بقيمة شلن واحد على الاستمارات بدلاً من الطوابع الأصلية ويحتفظ بالرسوم. ولم يعرف الجاني أبدًا، ولكن تُباع الآن نماذج من الطوابع المزورة بأضعاف سعر الطوابع الأصلية عند هواة جمع الطوابع.

## الزوال
وقد حل محل التلغراف أجهزة الفاكس والبريد الإلكتروني والرسائل النصية عبر الهاتف المحمول. ويُعتقد أن آخر طوابع تلغرافية صدرت كان ذلك في عام 1993 في هندوراس.